# Eupseudosoma aberrans
Eupseudosoma aberrans är en fjärilsart som beskrevs av William Schaus 1905. Eupseudosoma aberrans ingår i släktet Eupseudosoma och familjen björnspinnare. Inga underarter finns listade i Catalogue of Life.